# Jakov Petrovič Kul'nev
Jakov Petrovič Kul'nev in russo Яков Петрович Кульнев? (Ludza, 5 agosto 1763 – Distretto di Rasony, 1º agosto 1812) è stato un generale russo dell'esercito zarista.
Combatté molte delle sue battaglie contro il generale svedese Georg Carl von Döbeln, morì sul campo di battaglia durante la campagna di Russia.